# Webjet Linhas Aéreas

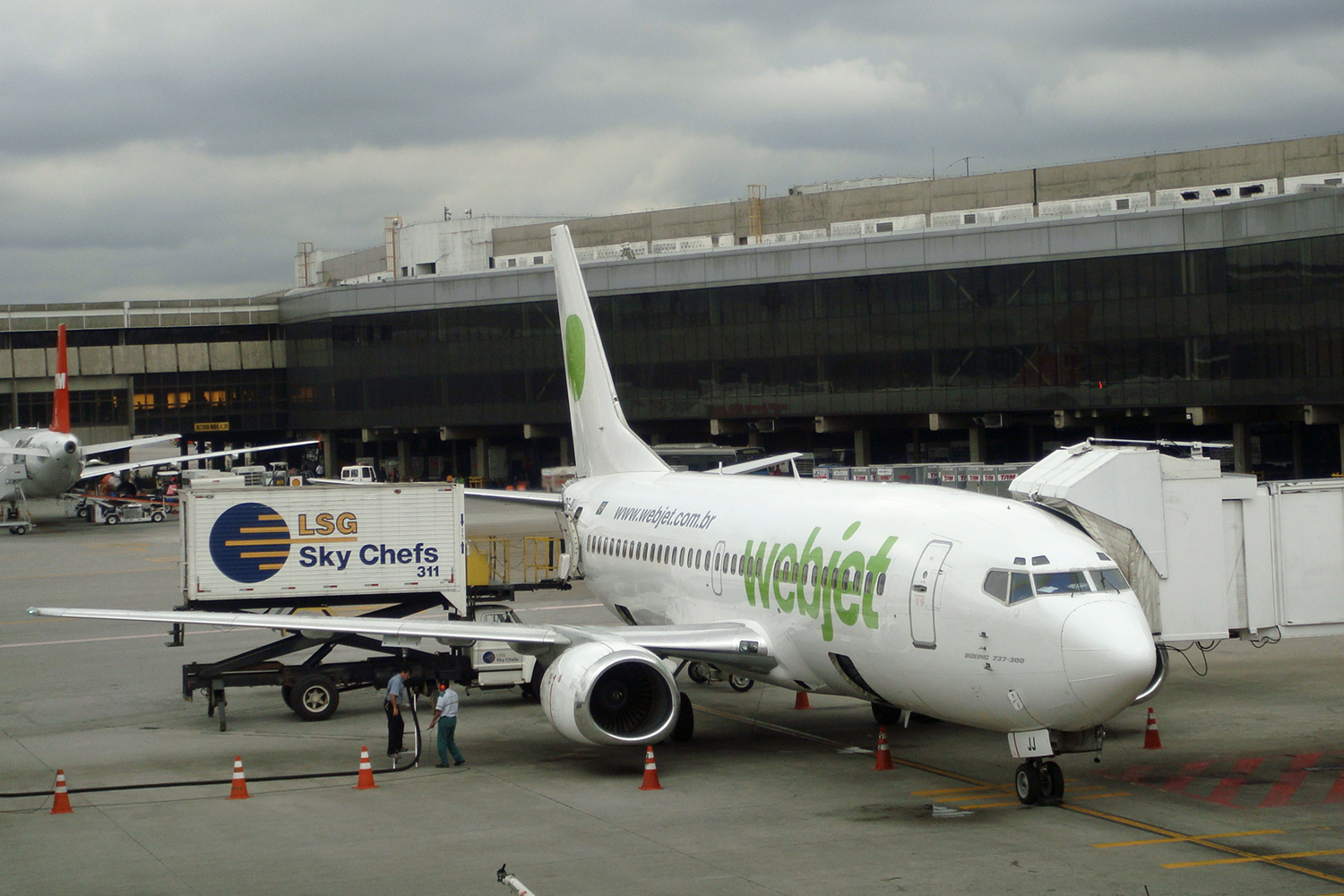
WebJet's Boeing 737-300 på São Paulo-Guarulhos Internationella flygplats.

Webjet Linhas Aéreas är ett brasilianskt lågprisflygbolag med bas på Galeão International Airport i Rio de Janeiro, Brasilien. 

## Historik
Webjet grundades i februari 2005 av Rogério Ottoni. Första flygningen skedde den 12 juli 2005 med en Boeing 737-300 från Rio de Janeiro till Porto Alegre, Curitiba och Salvador. Konkurrerar med TAM Airlines och Gol Linhas Aéreas, som dominerar marknaden, visade sig vara en svår kamp. I oktober 2005 flög flygbolag med endast 35% beläggning.

## Flotta
Så här såg Webjet's flotta ut i oktober 2009:
| Flygplan       | Antal        | Passagerare (Economy) | Linjer  | Registreringar |
| -------------- | ------------ | --------------------- | ------- | --- |
| Boeing 737-300 | 16 (5 order) | 136                   | Inrikes | PR-WJA, PR-WJB, PR-WJC, PR-WJD, PR-WJE, PR-WJF, PR-WJG, PR-WJH, PR-WJI, PR-WJJ, PR-WJK, PR-WJL, PR-WJM, PR-WJN, PR-WJO, PR-WJP, PR-WJQ (order), PR-WJR (order), PR-WJS (order), PR-WJT (order), PR-WJU (order) |

## Destinationer
Wedjet trafikerar följande destinationer:
- Belo Horizonte
- Brasília
- Curitiba
- Fortaleza
- Natal
- Porto Alegre
- Recife
- Rio de Janeiro-Galeão International Airport och Santos Dumontflygplatsen Baser
- Salvador
- São Paulo-São Paulo-Guarulhos Internationella flygplats